# Farmer Boys (Band)
Farmer Boys ist eine Alternative-Metal-Band aus Stuttgart, die 1994 von Matthias Sayer, Dennis Hummel, Alexander Scholpp, Till Hartmann und Ralf Botzenhart gegründet wurde.

## Geschichte
Die Farmer Boys verdanken ihren Namen einem alten Klassenkameraden Sayers und Hummels mit dem Spitznamen „Schorsch“, der aus bäuerlichen Verhältnissen stammt. In Anlehnung daran – und um einen gewissen Running Gag zu unterstützen – schrieben die beiden ein Lied mit dem Titel „Bauern Power“, das den Grundstein zur Schaffung dieser Band legte.
Plattenfirmen wie Intercord und Absorbing wurden früh nach kräftiger Eigenwerbung durch die Band (Gigs, Sticker) hellhörig. 1995 erschien unter BMG Ariola das erste Album Countrified. Aus Treue zu ihrem Namen sind die Texte der darauf veröffentlichten Lieder aus der Perspektive und Sichtweise verschiedenster Tiere geschrieben, die auf Bauernhöfen und Farmen ihr Dasein fristen. Chew The Cud ist dabei humorvoller, wobei auch dunklere Aspekte der Landwirtschaft wie Inzest (Farm Sweet Farm) und Tierquälerei (When a Chicken Cries for Love) hervorgehoben werden. Mit dem Lied From Pig to Man und der Gestaltung des Booklets der CD (Darstellung einer gezeichneten Schweinefratze) wird auf Orwells Roman bzw. dessen Zeichentrickverfilmung Animal Farm Bezug genommen. Das Album beinhaltet zudem ein Cover der Band Depeche Mode (Never Let Me Down Again) mit Anneke van Giersbergen. Scholpp spielte auf dem Album mit Dropped-A-Stimmung.
Auf dem 1997 erschienenen Album Till The Cows Come Home ist ein stärkerer Drang zum Thrash Metal erkennbar. Die Gitarrenriffs wurden in diese Richtung deutlicher ausgeprägt und entwickelt. Die Texte Sayers behandeln weiterhin zum Großteil den Themenbereich Bauernhof und Tierhaltung. Der Titel Boar nimmt erneut auf Orwells Animal Farm Bezug. Das Booklet der CD zeigt einen US-amerikanischen Farmer mit einem ausgestopften zweiköpfigen Kalb, das wenige Jahre nach einem Reaktorunfall in der Nähe der Farm zur Welt kam. Scholpp stimmte seine Gitarren zu diesem Album noch einen Halbton tiefer als auf dem Vorgängeralbum.
1999 begannen die Aufnahmen zu dem dritten Album The World Is Ours. Es fand im Laufe der Aufnahmen eine Neubesetzung der Bassistenrolle statt: Ralf Botzenhart gab seinen Platz in der Band auf. Für ihn kam Antonio Ieva (Letter X, changin`attitude, stereo.pilot etc.), der als seinen Einstand die Titel The Good Life, Cowboys and Angels und A New Breed of Evil einspielte. Im August 2000 erlebte das Album den Zugang zur breiten Öffentlichkeit. Basierend auf ihren damals festgelegten Stil überzeugen die einzelnen Lieder durch geschickt ausbalancierte Mixturen und Wechsel der Musikelemente. Den Gesangsmelodien wurde dabei eine stilistische Nähe zur Musik aus den 1980er Jahren zugeschrieben. Das Keyboard Dennis Hummels bekam eine zentralere und tragendere Rolle als auf den Vorgängeralben. The World Is Ours stieg auf Platz 27 der deutschen Album-Charts ein.
2002 trat Matthias Sayer als Gastsänger der finnischen Musikgruppe Apocalyptica auf deren Single Hope Vol.2 in Erscheinung.
Im Januar 2004 veröffentlichten die Farmer Boys ihr Album The Other Side. Stilistisch knüpft es an dessen Vorgänger an. Der Premiere folgten einige Festivalauftritte. Till Hartmann betreibt ein Tattoo-Studio, Alexander Scholpp und Ralf Botzenhart spielten gemeinsam in der Band Dacia & The Weapons of Mass Destruction. Zudem wurde Alexander Scholpp, der in Stuttgart eine Gitarrenschule gründete, Gitarrist der Stuttgarter Metal-Band Tieflader und war 2007 auf dem Soloalbum My Winter Storm von Tarja Turunen zu hören und als ihr Tourgitarrist aktiv. Antonio Ieva war von 2007 bis 2022 in der Band Brainstorm aktiv. Außerdem ist er bei diversen Projekten und Studiojobs zu hören. Unter anderem auch bei dem Country-Rock-Duo „Backyard Kingdom“. Matthias Sayer verfolgte nach dem Studium der Audiovisuellen Medien an der Hochschule der Medien Stuttgart ein Aufbaustudium in den USA und ist als Filmkomponist tätig. Gemeinsam mit Dennis Hummel arbeitete er an dem Elektropop-Projekt Her Secrets.
Am 22. Dezember 2008 fand im Stuttgarter Klub Die Röhre ein Konzert der Farmer Boys unter dem Motto „Heimspiel reloaded“ statt. Am 11. Oktober 2010 wurde das  Album The Other Side vom polnischen Plattenlabel Metal Mind Productions, mit drei Songs und einem Video als Bonusmaterial, wiederveröffentlicht.
Am 20. August 2011 traten die Farmer Boys beim Summer-Breeze-Festival 2011 auf. Im Dezember 2016 meldete sich die Band nach langer Pause zurück und kündigte drei Live Shows für April 2017 sowie ein neues Album an. Im April 2017 erschien die Mini-EP You and Me online, die mit den drei Tracks Emperor, You and Me und Revolt aufwartet. Das Album Born Again wurde 2018 veröffentlicht.

## Diskografie

### Alben
| Jahr | Titel             | Höchstplatzierung, Gesamtwochen, AuszeichnungChartplatzierungen (Jahr, Titel, Platzierungen, Wochen, Auszeichnungen, Anmerkungen) | Höchstplatzierung, Gesamtwochen, AuszeichnungChartplatzierungen (Jahr, Titel, Platzierungen, Wochen, Auszeichnungen, Anmerkungen) | Anmerkungen      |
| Jahr | Titel             | DE | CH | Anmerkungen      |
| ---- | ----------------- | --- | --- | ---------------- |
| 2000 | The World Is Ours | DE27 (5 Wo.)DE | CH—CH | (Motor Music)    |
| 2004 | The Other Side    | DE70 (1 Wo.)DE | CH—CH | (Nuclear Blast)  |
| 2018 | Born Again        | DE58 (1 Wo.)DE | CH78 (1 Wo.)CH | (Arising Empire) |

Weitere Alben
- 1996: Countrified (BMG Ariola / Absorbing)
- 1997: Till The Cows Come Home (BMG Ariola / Absorbing)

### Singles
- 1996: Never Let Me Down Again (Absorbing Recordings)
- 1996: Countrified (Promo) (Absorbing Recordings)
- 1997: Till the Cows Come Home (Promo) (Absorbing Recordings)
- 2000: If You Ever Leave Me Standing (Motor Music)
- 2000: Here Comes the Pain (Motor Music)
- 2001: While God Was Sleeping (Promo) (Motor Music)
- 2017: You and Me (Eat The Beat Music)

### Kassetten
- 1994: Grain Elevator
- 1995: Call Me a Hog (Ratzer Records)